# Yokohama Arena
 (avril 2025).
Si vous disposez d'ouvrages ou d'articles de référence ou si vous connaissez des sites web de qualité traitant du thème abordé ici, merci de compléter l'article en donnant les références utiles à sa vérifiabilité et en les liant à la section « Notes et références ».
La Yokohama Arena est une salle omnisports située à Yokohama. Sa capacité est de 17 000 places. 

## Histoire
La salle est inaugurée le 1er avril 1989.

## Événements
- Championnats du monde de tennis de table, du 28 avril au 5 mai 2009
- WWE SmackDown
- K-1 World Grand Prix finale
- National Basketball Association
- Open de Tokyo 1993